# Субрегіони Португалії
|  | Службовий список статей, створений для координації робіт з розвитку теми. Це попередження не встановлюється на інформаційні списки і глосарії. |

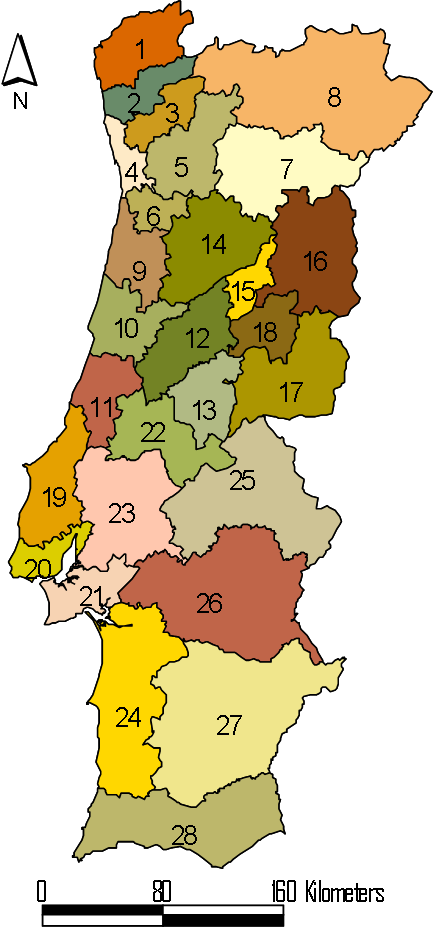
Субрегіони (NUTS III) континентальної Португалії:
1 — Мінью-Ліма; 2 — Кавад; 3 — Аве; 4 — Великий Порту; 5 — Тамега; 6 — Ентре-Доуру-і-Воуг; 7 — Доуру; 8 — Алту-Траз-уш-Монтеш; 9 — Байшу-Воуг; 10 — Байшу-Мондегу; 11 — Пиньял-Літорал; 12 — Пиньял-Интериор-Норте; 13 — Пиньял-Интериор-Сул; 14 — Дан-Лафойнш; 15 — Серра-да-Ештрела; 16 — Бейра-Інтеріор-Норте; 17 — Бейра-Інтеріор-Сул; 18 — Кова-да-Бейра; 19 — Оеште; 20 — Великий Лісабон; 21 — Півострів Сетубал; 22 — Медіу-Тежу; 23 — Лезірія-ду-Тежу; 24 — Алентежу-Літорал; 25 — Алту-Алентежу; 26 — Алентежу-Сентрал; 27 — Байшу-Алентежу; 28 — Алгарве.

Регіони Португалії (NUTS II) підрозділяються на субрегіону (третій рівень NUTS). Територія Португалії включає 30 субрегіонів (28 в континентальній Португалії + автономні регіони Азорські острови та Мадейра). 

## Континентальна Португалія
- Алгарве (16 муніципалітетів) 
  - Алгарве — :pt:Algarve
- Алентежу (5 субрегіонів, 58 муніципалітетів) — pt:Alentejo
  - Центральне Алентежу — pt:Alentejo Central
  - Алентежу-Літорал — pt:Alentejo Litoral
  - Алту-Алентежу — Alto Alentejo
  - Байшу-Алентежу — Baixo Alentejo
  - Лезірія-ду-Тежу — Lezíria do Tejo
- Лісабонський регіон (до 2002 — регіон Лісабон і долина Тежу; 2 субрегіону, 18 муніципалітетів) — pt:Região de Lisboa
  - Великий Лісабон — pt:Grande Lisboa
  - Півострів Сетубал — pt:Península de Setúbal
- Північний регіон (8 субрегіонів, 86 муніципалітетів) — :pt:Região Norte (Portugal)
  - Алту-Траз-уш-Монтеш — pt:Alto Trás-os-Montes
  - Аве — Ave
  - Кавад — Cávado
  - Доуру — Douro
  - Ентре-Доуру-і-Воуг — pt:Entre Douro e Vouga
  - Великий Порту — pt:Grande Porto
  - Мінью-Ліма — pt:Minho-Lima
  - Тамега — Tâmega
- Центральний регіон (12 субрегіонів, 100 муніципалітетів) — :pt:Região Centro
  - Байшу-Мондегу — pt:Baixo Mondego
  - Байшу-Воуг — pt:Baixo Vouga
  - Бейра-Інтеріор-Норте — pt:Beira Interior Norte
  - Бейра-Інтеріор-Сул — pt:Beira Interior Sul
  - Кова-да-Бейра — pt:Cova da Beira
  - Дан-Лафойнш — pt:Dão-Lafões
  - Медіу-Тежу — pt:Médio Tejo
  - Оеште — Oeste
  - Пиньял-Интериор-Норте — pt:Pinhal Interior Norte
  - Пиньял-Интериор-Сул — pt:Pinhal Interior Sul
  - Пиньял-Літорал — pt:Pinhal Litoral
  - Серра-да-Ештрела — Serra da Estrela

- Азорські острови — :pt:Região Autónoma dos Açores
- Мадейра — :pt:Região Autónoma da Madeira